# Cuttack
Cuttack (prononcer Katak, en hindî : कटक, en oriya : କଟକ (kaṭaka) ou API : /kɔʈɔkɔ/) est une ville de l'État d'Odisha, en Inde. Située à la confluence du Mahanadi et du Kathajodi, près de Bhubaneswar, Puri et Konark, c'est une des villes les plus anciennes de l'Inde.
Son nom dérive du sanskrit kataka « camp » ou « fort militaire ». Fondée en 989, elle est surnommée Millenium City pour cette raison. Pendant plus de neuf siècles elle a été la capitale de l'Orissa, avant d'être détrônée par Bhubaneswar, et est toujours de nos jours la capitale culturelle de cet État.
Cuttack est le chef lieu du District de Cuttack.